# Saison 1 de Taken
Chronologie
Saison 2
Cet article présente le guide des épisodes de la première saison de la série télévisée américaine Taken.

## Généralités
- Aux États-Unis, la saison a été diffusée du 27 février 2017 au 1er mai 2017 sur le réseau NBC.
- Au Canada, la saison a été est diffusée en simultanée sur le réseau Global.

## Distribution
- Clive Standen (VF : Boris Rehlinger) : Bryan Mills
- Gaius Charles (VF : Namakan Koné) : John
- Monique Gabriela Curren (VF : Marjorie Frantz) : Vlasik
- James Landry Hebert (VF : Fabien Jacquelin) : Mark Casey
- Jennifer Beals (VF : Danièle Douet) : Christina Hart
- Michael Irby (VF : Jérémie Covillault) : Sam Gilroy
- Brooklyn Sudano (VF : Laëtitia Lefebvre) : Asha
- Jose Pablo Cantillo (VF : Eric Aubrahn) : Bernie Harris

### Acteurs récurrents
- Jennifer Marsala (VF : Victoria Grosbois) : Riley
- Simu Liu (VF : Thomas Roditi) : Faaron
- Celeste Desjardins (VF : Leslie Lipkins) : Cali Mills
- Romano Orzari (VF : Marc Saez) : Carlos Mejia
- Lanette Ware (VF : Laura Zichy) : Theresa Redcliffe
- Saad Siddiqui (VF : Sébastien Desjours) : Tracy Dyer

## Épisodes

### Épisode 1:Vendetta
- États-Unis /  Canada : 27 février 2017 sur NBC[1] / Global[2]
- France : 10 mars 2017[3] sur SFR Play[4]
  - 7 mars 2018 sur Numéro 23[5]
- Québec : 23 août 2017 sur AddikTV[6]
- Belgique : 10 septembre 2017 sur La Deux[7]

- États-Unis : 7,45 millions de téléspectateurs[8] (première diffusion)
- Canada : 1,164 million de téléspectateurs[9] (première diffusion + différé 7 jours)

### Épisode 2:Fortunata
- États-Unis /  Canada : 6 mars 2017 sur NBC / Global
- France : 17 mars 2017 sur SFR Play
  - 7 mars 2018 sur Numéro 23
- Québec : 30 août 2017 sur AddikTV
- Belgique : 10 septembre 2017 sur La Deux

- États-Unis : 6,09 millions de téléspectateurs[10] (première diffusion)
- Canada : 882 000 téléspectateurs[11] (première diffusion + différé 7 jours)

### Épisode 3:Manipulation
- États-Unis /  Canada : 13 mars 2017 sur NBC / Global
- France : 24 mars 2017 sur SFR Play
  - 7 mars 2018 sur Numéro 23
- Québec : 6 septembre 2017 sur AddikTV
- Belgique : 17 septembre 2017 sur La Deux

- États-Unis : 5,73 millions de téléspectateurs[12] (première diffusion)
- Canada : 909 000 téléspectateurs[13] (première diffusion + différé 7 jours)

### Épisode 4:Mattie
- États-Unis /  Canada : 20 mars 2017 sur NBC / Global
- France : 31 mars 2017 sur SFR Play
  - 14 mars 2018 sur Numéro 23
- Québec : 13 septembre 2017 sur AddikTV
- Belgique : 17 septembre 2017 sur La Deux

- États-Unis : 4,72 millions de téléspectateurs[14] (première diffusion)

### Épisode 5:Braquage
- États-Unis /  Canada : 27 mars 2017 sur NBC / Global
- France : 7 avril 2017 sur SFR Play
  - 14 mars 2018 sur Numéro 23
- Québec : 20 septembre 2017 sur AddikTV
- Belgique : 24 septembre 2017 sur La Deux

- États-Unis : 5,04 millions de téléspectateurs[15] (première diffusion)

### Épisode 6:La Taupe
- États-Unis /  Canada : 3 avril 2017 sur NBC / Global
- France : 14 avril 2017 sur SFR Play
  - 14 mars 2018 sur Numéro 23
- Belgique : 24 septembre 2017 sur La Deux
- Québec : 27 septembre 2017 sur AddikTV

- États-Unis : 4,67 millions de téléspectateurs[16] (première diffusion)

### Épisode 7:En Solo
- États-Unis /  Canada : 10 avril 2017 sur NBC / Global
- France : 21 avril 2017 sur SFR Play
  - 21 mars 2018 sur Numéro 23
- Belgique : 1er octobre 2017 sur La Deux
- Québec : 4 octobre 2017 sur AddikTV

- États-Unis : 4,24 millions de téléspectateurs[17] (première diffusion)

### Épisode 8:Léah
- États-Unis /  Canada : 17 avril 2017 sur NBC / Global
- France : 28 avril 2017 sur SFR Play
  - 21 mars 2018 sur Numéro 23
- Belgique : 1er octobre 2017 sur La Deux
- Québec : 11 octobre 2017 sur AddikTV

- États-Unis : 4,55 millions de téléspectateurs[18] (première diffusion)

### Épisode 9:Exfiltration
- États-Unis /  Canada : 24 avril 2017 sur NBC / Global
- France : 5 mai 2017 sur SFR Play
  - 28 mars 2018 sur Numéro 23
- Belgique : 8 octobre 2017 sur La Deux
- Québec : 18 octobre 2017 sur AddikTV

- États-Unis : 4,43 millions de téléspectateurs[19] (première diffusion)

### Épisode 10:Échec et Mat
- États-Unis /  Canada : 1er mai 2017 sur NBC / Global
- France : 12 mai 2017 sur SFR Play
  - 28 mars 2018 sur Numéro 23
- Québec : 25 octobre 2017 sur AddikTV
- Belgique : 8 octobre 2017 sur La Deux

- États-Unis : 4,4 millions de téléspectateurs[20] (première diffusion)